# 김일우 (1963년)
김일우(金一宇, 1963년 6월 19일 ~ )는 대한민국의 배우이다.
- 서울특별시 마포구에서 자라면서 서울아현초등학교, 환일중학교 그리고 한성고등학교를 거쳐 1983년 중앙대학교 연극영화학과에 입학하였다.
- 이후 1984년 연극 배우로 첫 데뷔하였고, 이듬해인 1985년 KBS 공채 11기 탤런트로 정식 데뷔하였다.

## 학력
- 서울아현초등학교 졸업
- 환일중학교 졸업
- 한성고등학교 졸업
- 중앙대학교 연극영화학과 학사

## 주요 출연작

### TV 드라마
- 1987년 KBS 1TV 대하드라마 《이화》
- 1991년 KBS 1TV 일일연속극 《옛날의 금잔디》
- 1993년 KBS 2TV 미니시리즈 《왕십리》 ... 충근 역
- 1994년 MBC 청소년드라마 《사춘기》 ... 체육 선생님 역
- 1995년 KBS 1TV 일일연속극 《바람은 불어도》 ... 박수창 역
- 1996년 MBC 수목드라마 《사과꽃 향기》 ... 현석 역
- 1997년 MBC 미니시리즈 《복수혈전》 ... 찰리 김 역
- 1998년 SBS 아침연속극 《엄마의 딸》 ... 정다운 역
- 2000년 KBS 2TV 주말연속극 《꼭지》 ... 김지석 역
- 2001년 SBS 드라마스페셜 《순자》
- 2001년 KBS 2TV 주말연속극 《푸른 안개》 ... 노경호 역
- 2001년 KBS 1TV 일일연속극 《사랑은 이런거야》 ... 윤 역
- 2002년 KBS 2TV 주말연속극 《내사랑 누굴까》
- 2002년 KBS 2TV 미니시리즈 《거침없는 사랑》
- 2003년 KBS 1TV TV소설 《찔레꽃》 ... 샤리김 역
- 2004년 SBS 특별기획 《발리에서 생긴 일》 ... 정일민 역
- 2004년 SBS 주말극장 《작은 아씨들》 ... 조차장 역
- 2004년 KBS 2TV 수목 미니시리즈 《두번째 프러포즈》 ... 송재원 역
- 2004년 SBS 광복60년 대하드라마 《토지》 ... 조용하 역
- 2004년 SBS 드라마스페셜 《유리화》 ... 정팀장 역
- 2005년 MBC 수목 미니시리즈 《신입사원》 ... 송재희 역
- 2005년 KBS 2TV 주말연속극 《슬픔이여 안녕》 ... 한성규 역
- 2005년 MBC 월화 미니시리즈 《달콤한 스파이》 ... 송현철 역
- 2006년 SBS 금요드라마 《어느 날 갑자기》 ... 나영춘 역
- 2006년 MBC 수목 미니시리즈 《오버 더 레인보우》 ... 최남기 역
- 2006년 MBC every1 미니시리즈 《빌리진 날 봐요》 ... 김은식 역
- 2007년 KBS 1TV 일일연속극 《하늘만큼 땅만큼》 ... 박명태 역
- 2007년 SBS 월화 미니시리즈 《강남엄마 따라잡기》 ... 도상식 역
- 2008년 MBC 주말 특별기획드라마 《달콤한 인생》 ... 신중호 역
- 2008년 KBS 1TV TV소설 《큰 언니》 ... 이덕산 역
- 2009년 MBC 일일연속극 《살맛 납니다》 ... 나봉구 역
- 2010년 SBS 드라마스페셜 《대물》 ... 오재봉 역
- 2010년 SBS 일일연속극 《호박꽃 순정》 ... 오금복 역
- 2011년 SBS 주말극장 《내사랑 내곁에》 ... 고진택 역
- 2011년 SBS 월화드라마 《무사 백동수》 ... 김한구 역
- 2012년 채널A 단막극 《해피앤드 101가지 부부이야기 - 죽어야 사는 남자》 ... 만수 역
- 2012년 SBS 월화 미니시리즈 《샐러리맨 초한지》 ... 장량 역
- 2012년 SBS 월화드라마 《패션왕》 ... 정만호 역
- 2012년 MBC 주말 특별기획드라마 《닥터 진》 ... 유홍필 역
- 2012년 SBS 주말극장 《내 사랑 나비부인》 ... 이성룡 역
- 2013년 KBS 2TV 수목 미니시리즈 《아이리스 2》 ... 강철환 역
- 2013년 SBS 일일연속극 《못난이 주의보》 ... 신태일 역
- 2014년 KBS 2TV 주말연속극 《가족끼리 왜 이래》 ... 권기찬 역
- 2015년 MBC 수목 미니시리즈 《킬미힐미》 ... 차영표 역
- 2015년 SBS 주말특별기획 《내마음 반짝반짝》 ... 영수 역
- 2015년 KBS 2TV 수목 미니시리즈 《장사의 신 - 객주 2015》 ... 맹구범 역
- 2016년 SBS 주말특별기획 《미녀 공심이》 ... 석대황 역
- 2018년 KBS 2TV 저녁일일드라마 《끝까지 사랑》 ... 강제혁 역
- 2023년 SBS 금토드라마 《7인의 탈출》... 심용 역
- 2024년 SBS 금토드라마 《7인의 부활》... 심용 역

### 영화
- 《키스할까요?》 ... 홍체리 매니저 역
- 《아이리스 2: 더 무비》 ... 강철환 역
- 《자전차왕 엄복동》 ... 자전차 사장 역
- 《마왕의 딸 이리샤》 ... 로비 역

### 연극
- 1991년 연극 《방범비 내셨나요》
- 2006년 연극 《3월의 아트》
- 2014년 연극 《백돌비가》

### 뮤지컬
- 1992년 뮤지컬 《돈키호테》
- 2000년 뮤지컬 《내 생애 최고의 날》

## 연기 외 활동

### 예능
- 2015년 ~ 2017년 SBS 《불타는 청춘》
- 2020년 ~ 2021년 KBS 2TV 《살림하는 남자들》

### 광고
- 2005년 오스람코리아
- 2012년 롯데카드
- 2012년 롯데칠성 칸타타 스틱커피

### 라디오 프로그램
- 2015년 EBS 《책 읽는 라디오 낭독 시리즈》

## 수상 및 후보
| 연도 | 시상식               | 부문                   | 작품            | 결과 |
| ---- | -------------------- | ---------------------- | --------------- | ---- |
| 2006 | SBS 연기대상         | 연속극부문 남우조연상  | 어느날 갑자기   | 후보 |
| 2010 | SBS 연기대상         | 연속극부문 남우조연상  | 호박꽃 순정     | 후보 |
| 2012 | 대한민국문화연예대상 | 드라마부문 남자 우수상 | 빈칸            | 수상 |
| 2020 | KBS 연예대상         | 리얼리티부문 신인상    | 살림하는 남자들 | 수상 |